# Écu de tir
Les écus de tir sont des pièces commémoratives suisses frappées par la Monnaie fédérale à l'occasion des tournois de tirs fédéraux (fête de tir). 

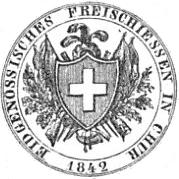
Avers du premier écu de tir émis

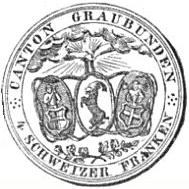
Revers

Le premier écu de tir a été émis en 1842 et est libellée à quatre francs.